# Palazzo Gaetani (Neapel)

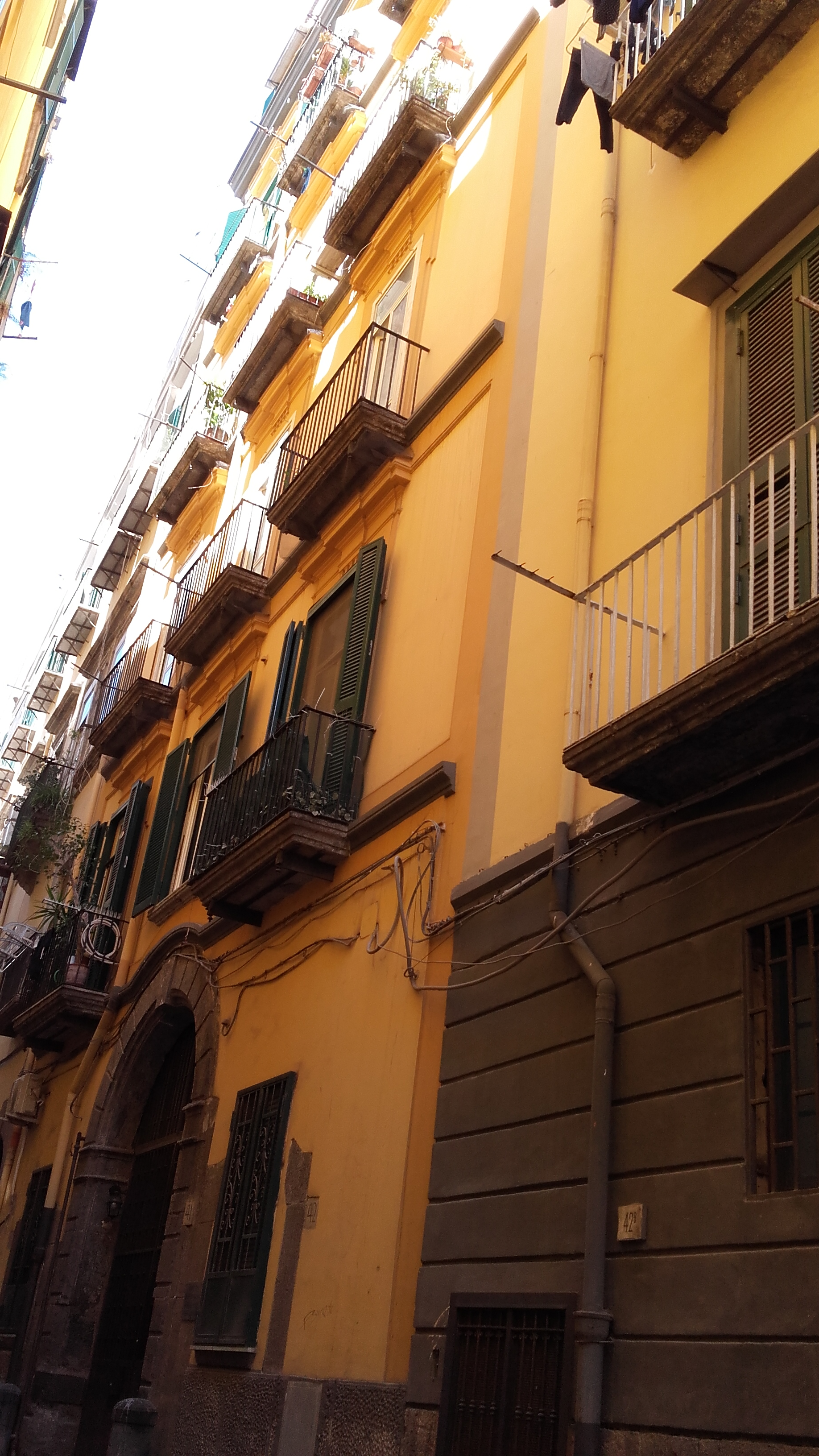
Palazzo Gaetani in Neapel: Fassade

Der Palazzo Gaetani ist ein Palast aus dem 16. Jahrhundert im Viertel San Ferdinando in Neapel in der italienischen Region Kampanien. Er liegt im Vico Santo Spirito di Palazzo, 41, in der Nähe der bekannten Piazza del Plebiscito.

## Geschichte
Von der Geschichte dieses Palastes aus dem 16. Jahrhunderts ist nichts oder wenig bekannt. Er wurde in späteren Jahrhunderten mehrfach umgebaut. Seinen Namen führt der Gelehrte Italo Ferraro auf das provisorische Kataster von 1815 zurück, als sich der Palast in Besitz einer Gräfin Gaetani befand.
Heute ist der Palast ein historisches Miethaus in gutem Erhaltungszustand.

## Beschreibung
Wie andere Gebäude in dieser Gasse liegt dieser Palast auf einem schmalen, aber tiefen Grundstück. Die vierstöckige Fassade mit nur drei Fenstern pro Stockwerk zeigt im Erdgeschoss ein elegantes Portal aus Piperno. Hat man dieses Portal durchschritten, gelangt man nacheinander in den Empfangssalon, einen kleinen Innenhof und einen Durchgang, der zu einem zweiten, größeren Innenhof führt. Auf der rechten Seite zwischen dem Empfangssalon und dem ersten Innenhof liegt die Repräsentationstreppe, die, wie die Fassade, das Ergebnis eines Umbaus ist, dem der Palast Mitte des 18. Jahrhunderts unterzogen wurde.